# 虎屋本舗
株式会社虎屋本舗（とらやほんぽ）は、広島県福山市に本社を置く和菓子及び洋菓子の製造・販売企業で創業は広島県で最古の1620年を自称している。主力商品は和菓子のとんど饅頭や虎焼、近年は様々な食品を模した洋菓子の元祖・本物そっくりスイーツシリーズを展開する。

## 歴史
自伝によると、1620年（元和6年）に備後国福山で菓子匠を創業する。これは江戸時代創業の和菓子屋としては全国有数の古さで、広島県では最古の和菓子屋であり、広島県で現存する最古の企業でもある。しかし、1620年（元和6年）に虎屋本舗が開業したという根拠は明らかではない。なお、江戸・京都などにおいて和菓子が発展する元禄時代から50年以上、また和菓子が庶民に広まる文化文政期に遡ること200年近く前に城下町の建設が始められたばかりの福山において菓子店を開業することは、事実であれば全国でも極めて先進的な商形態といえる。
2003年以降は、お好み焼きやたこ焼きを始めとする様々な食品を模した洋菓子「元祖・本物そっくりスイーツ」で、マスコミにも取り上げられ注目された。

### 年表
- 1618年（元和4年） - 福山藩主 水野勝成公の要請により当時廻船問屋を営む高田宗樹が京都から三艘の船で伏見櫓を運ぶ。その後吉津に土地を拝領し永住し、殿様より宿老（現在の市長）を仰せつかる。
- 1620年（元和6年） - 初代当主の高田宗樹が菓子匠開業する。（屋号：高田屋）
- 1622年（元和8年） - 水野勝成に饅頭を献上、その饅頭に「左義長（とんど）」の名を賜り、福山藩の御用菓子司となる。これがのちのとんど饅頭となる。
- 1750年（寛延3年） - 8代当主 高田助四朗が「虎焼」を開発。同時に高田屋から虎屋に社名を変更し、菓子屋に専念する事となる。
- 1854年頃（安政年間） - 12代当主 高田林兵衛が藩主 阿部家の茶の湯の会に用命を受け、羊羹と柚餅を納め、阿部家御用専門も努めていた。
- 1955年（昭和30年） - 3月22日 14代当主 高田銀一の代、全国菓子博覧会でとんど饅頭が名誉総裁賞受賞。
- 1994年（平成6年） - 16代当主 高田信吾が当主就任。デビュー作として自らのニックネームをつけた洋風生どら焼き「虎ちゃん」を発売。
- 2003年（平成15年） - 6月 創業祭にて「たこ焼きにしか見えないシュークリーム」を発表し、大ヒット商品と成る[1]。以降、「本物そっくりスイーツ」がシリーズ化。
- 2007年（平成19年） - 10月 「世界発 R20大人限定の和菓子 大人の虎焼」を発表。以降、「R20スイーツ」がシリーズ化。
- 2009年（平成21年） - 10月1日 厚生労働省及び独立行政法人高齢・障害者雇用支援機構共催により、高齢者雇用コンテストに於いて、全国3位の特別賞受賞。
- 2014年（平成26年） - ダイバーシティ経営企業100選に認定（経済産業大臣表彰）。
- 2015年（平成27年） - おみやげグランプリ2015「たこ焼きにしか見えないシュークリーム」が各国審査員賞受賞（国土交通省観光庁表彰）。
- 2015年（平成27年） - 広島県立戸手高校との共同開発で、府中味噌を使用したお菓子（味噌べえ、府味）の2種類を開発。
- 2016年（平成28年） - おみやげグランプリ2016において、日本風彩菓「手まり寿司」グランプリ受賞（国土交通省観光庁表彰）[1]。

## 備後福山虎屋の商法
- 商訓
  - 和魂商才

- 商人道十訓　
  - 先義後利
  - 富の主は天下の人々なり
  - 百工は肆に居て其の事を成す
  - 正直　勤勉　調和　堅実　倹約
  - 新しきは我発明する所なり
  - 一日一新
  - 誠の商人は先も立ち我も立つ
  - 我が道は一をもってこれを貫く
  - 一銭軽しと云うべきに非ず
  - 商人の売買するは天の相なり

- CSR（企業の社会的責任）方針
  - 「商人の売買するは、天の相なり」=「企業は社会のお役にたたなければならない」という考えを基本とし、商訓「和魂商才」の教えと商人道に従い、社員ひとりひとりが、より高い倫理観と強い責任感で、確かな品質と独創性の高いお菓子創りと最高のサービスを通じて社会的責任を果たしている。

## 店舗
- 本店（曙店）- 広島県福山市曙町1-11-18

直営店は他に福山市内各地、府中・井原両市に展開。

## 商品
- 和菓子
  - とんど饅頭
  - とんど栗
  - 虎焼 - 虎斑の生地で餡を包んだどら焼き
  -  虎ちゃん - 11種類の味が楽しめる洋風生どら焼き
  - 大人の虎焼 - 世界初R20指定の大人限定のどら焼き
  -  ばらの詩 - 100万本のばらの町、福山に想いを込めたパイ饅頭
  - 二上り餅 - 名の由来は二上りおどり
  - 左義長・琴の舞い　棹菓子
  - カステラ
  - 名物虎屋のいちご大福
  - 虎屋千里[手作り最中]
  - 御栗利休-地元では「栗のブニ」として親しまれている。
  - 八朔大福

- 洋菓子
  - 元祖・本物そっくりスイーツ
  - たこ焼きにしか見えないシュークリーム
  - お好み焼きそっくりなマロンケーキ
  - もしかしてオムライス？　他
  - うな重そっくりのミルフィーユ
  - コロッケそっくりなレアチーズケーキ
  - 虎秀 - カスタード・抹茶シュークリーム
  - 広島のレモンケーキ
  - バラジャムのケーキ
  - 瀬戸内の八朔ガレット